# Rošnja
Rošnja je naselje v Občini Starše, leži ob bregu reke Drave. Rošnje so bile nekdaj združene z bližnjo Loko. Gradnja hiš je tipično panonska.
Ime naselja izhaja iz stare slovenščine in pomeni počitek. Tukaj so namreč počivali vozniki vpreg, ki so včasih na Koroško vozili žito, nazaj pa les.
Prebivalstvo v naselju je večinoma kmečko - delavsko, ki se ob delu v bližnjih mestih ukvarja še s poljedelstvom in vrtnarjenjem.
V naselju deluje športno društvo Loka-Rošnja in KUD Franc Ilec, v ustanavljanju je kulturno društvo Polanec, ki bo ohranjalo, na tem področju zelo razširjeno, kurentovanje ob pustnem času. 
Zanimivo je, da je do konca 60. let 20. stoletja nogometni klub Rošnja Loka igral nogometne tekme z nogometnim klubom iz Škofje Loke, ki se je imenoval Loški derbi, nastal pa kot spomin borcev NOB iz obeh Lok, ki so se skupaj borili med 2. sv. vojno.
- seznam naselij v Sloveniji